# Der Architekt Iossif Karakis
Der Architekt Iossif Karakis ist eine von Oleg Junakow verfasste dokumentarisch-biographische Monographie, die dem Architekten Iossif Juljewitsch Karakis gewidmet ist und 2016 vom Verlag Almas veröffentlicht wurde.
Die Monographie war vom Präsidium der Ukrainischen Akademie der Architektur zur Veröffentlichung empfohlen worden. Bald nach ihrem Erscheinen fand sie bei den Lesern ein lebhaftes Echo und wurde zum Thema von Diskussionen in literarischen und architektonischen Kreisen, sowohl in der Ukraine als auch in anderen Ländern.

## Entstehungsgeschichte
Die Biographie von Iossif Karakis wurde zum 110. Geburtstag des Architekten geplant, konnte aber erst zu dessen 115. Geburtstag erscheinen. Der Autor des Buches, Oleg Junakow, erstellte auch das Layout. Als wissenschaftliche Konsultantin und Lektorin fungierte Irma Karakis, Kandidatin der Architektur.
Die Monographie wurde Ende 2016 in New York vom Verlag Almas herausgebracht und in Kiew (Ukraine) gedruckt.
Während der Arbeit an dem Buch besuchte Junakow Städte, wo Karakis wirkte, interviewte dessen Bekannte und Kollegen, z. B. den Schriftsteller Aleksandr Kanewskij und den Architekten Aleksandr Rappoport in Toronto. In Taschkent besuchte er die nach Karakis’ Projekt gebaute Schule Nr. 110. In Chicago traf er Michail Budilowskij, der den berühmten „Brief der Dreizehn“ mit unterzeichnet hatte. In Köln sprach er mit Aleksandr Kijanowskij, der an der Rekonstruktion des Hauses der Offiziere in Engels teilgenommen hatte. In New York machte er Aron Bleiweiß und Grigorij Kaluschner ausfindig und korrespondierte mit Pawel Wigderhaus aus Donezk. Es gelang ihm auch, das Grab des Vaters von Iossif Karakis in Usbekistan zu finden, dessen genauen Standort seine Familie nicht gekannt hatte.
Das Erscheinen des Buches fand ein starkes Echo, weil das Schaffen von Iossif Karakis, der einer der bedeutendsten Architekten der Ukraine war, bis jetzt wenig erforscht ist. Ein Interesse dafür bestand bereits lange vor dem Erscheinen.
Die Veröffentlichung des Buches wurde mehrmals in der Presse annonciert. So wurde die Monographie beispielsweise in der Literatur-Rundschau in der Ukraine und in Russland erwähnt, z. B. in der Zeitschrift Antiquar und in der Zeitung Segodnja. Sie wurde im Radio und im Fernsehen thematisiert und von verschiedenen kulturellen Einrichtungen (z. B. vom Literaturzentrum Twer), von der Zeitschrift Salon u. a.) zum Lesen empfohlen.
Nach der Veröffentlichung des Buches im Jahr 2016 fanden in Kiew mehrere Präsentationen statt: am 13. November im Klub Kiewer, am 15. November in der Zentralen Staatlichen wissenschaftlichen W.-I.-Sabolotnyj-Bibliothek für Bau und Architektur, am 17. November im Scholem-Alejchem-Museum und am 19. November im Klub Subbota u begemota der Nationalen Bibliothek der Ukraine „Jaroslaw der Weise“. Am 6. Juni 2017 fand eine Präsentation in der Nationalen Universität für Bau und Architektur Kiew statt.

## Buchbeschreibung

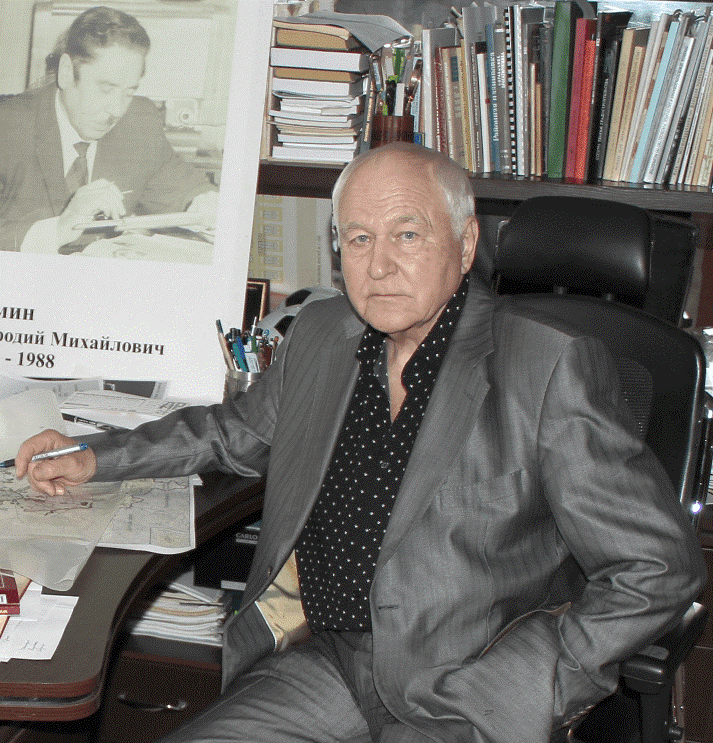
Nikolaj Djomin, Volksarchitekt der Ukraine, Doktor der Architektur und Professor

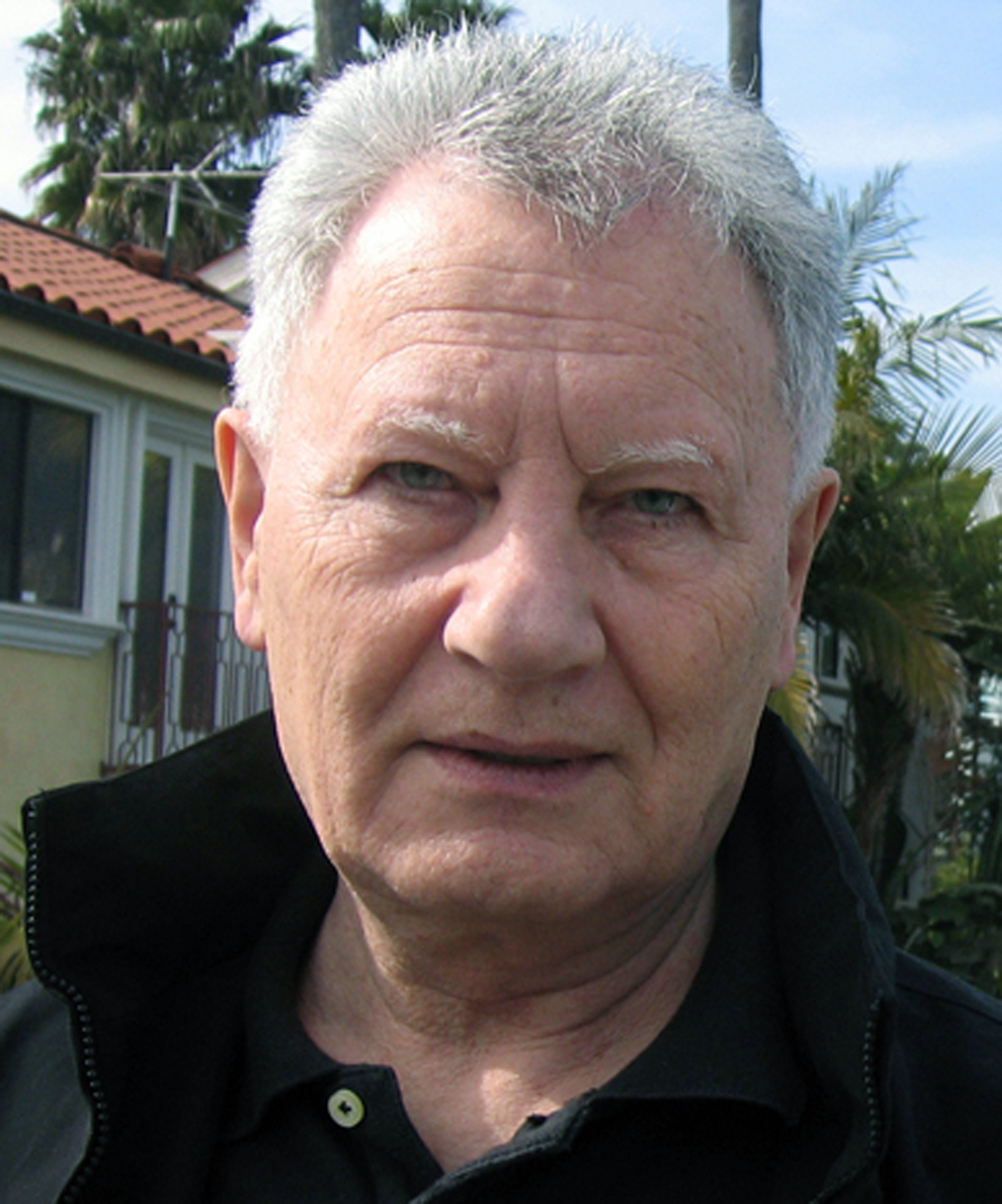
Gary Berkowitsch, Kandidat der Architektur (AIA, NCARB)

Das Buch enthält über 1.100 Abbildungen, die mit wenigen Ausnahmen erstmals veröffentlicht wurden. Kritiker betonen u. a. die gute polygraphische Ausführung des Buches, die hohe Qualität des Papiers und die moderne Gestaltung. Der Vorsatz ist in Form einer Farbkollage gestaltet, die die wichtigsten, jedem Stadtbewohner wohlbekannten Bauwerke Karakis’ in Kiew zeigt.
Die Monographie ist in Form eines Bildbandes gestaltet, was sich durch die zahlreichen Abbildungen erklärt, bei denen es sich um Fotos aus dem Archiv des Architekten, Aquarelle, Archivdokumente sowie Fotos verschiedener Bauwerke und Projekte handelt. Diese Abbildungen, insbesondere Aquarelle und Landschaftsbilder, verleihen dem Buch nach Meinung J. Golubowskijs eine lyrische Note. Alle Erklärungen, Ergänzungen, Abbildungen und Fußnoten sind fast immer auf einer Doppelseite angebracht. Das Material ist chronologisch angeordnet.
Die Ausgabe enthält einzigartige Materialien, die früher nur im Familienarchiv des Architekten zugänglich waren. Nach Meinung von Kritikern ist das Buch für Leser verschiedener sozialer Schichten und Altersgruppen, Berufe und sogar politischer Ansichten von Interesse.
Viele Rezensenten weisen auf die enorme Zahl von Quellenangaben und Fußnoten hin.

## Inhalt
Das Buch ist in vier Hauptteile mit ausführlichen Unterabschnitten gegliedert:
- Iossif Karakis. Seine Persönlichkeit und seine Epoche. Erinnerungen und Eindrücke seiner Freunde und Mitstreiter: N. M. Djomin, W. W. Tschepelik, M. P. Budilowskij und I. L Degen[9][40]:71–72
- Leben und Werk. Eine etappenweise Schilderung seines Lebens und Schaffens. Eine Systematisierung zahlreicher Projekte, Dokumente und Fotos von Bauwerken[9][40]:72.
- Positive und negative Bewertungen seiner Arbeiten[9][40]:91.
- Künstlerisches Erbe Karakis’: Auserwählte Publikationen, die wichtigsten verwirklichten Projekte, baukünstlerische Arbeiten, unverwirklichte Pläne, unveröffentlichte Werke, Chroniken des 90. Jubiläums Iossif Karakis’ u. a.[9][40]:91

- Anhang[9][40]:92
- Liste der Abbildungen und Namenregister[9][40]:92

Im Buch werden nicht nur das Schaffen des Baumeisters, sondern auch verschiedene Etappen seines harten Schicksals beschrieben. Die Ausgabe gibt 628 Informationsquellen über Iossif Karakis an.

## Filmographie
Nach diesem Buch wurden mehrere Fernsehsendungen gemacht:
1. «Києвотека. Київські портрети. Останній з київських грандів. Иосиф Каракіс» (Kiewer Porträts. Der letzte der Kiewer Granden. Iossif Karakis). Die Sendung wurde erstmals am 18. Februar 2017 um 20.00 Uhr vom ukrainischen Zentralkanal ausgestrahlt[12], dann, am 2. April 2017, um 18.20 Uhr auf dem Kanal Kultur gezeigt[41][42][43][44].
2. «Останній з київських грандів. Иосиф Каракіс». Die Premiere fand am 17. März 2017 im ukrainischen Zentralkanal um 14.20 Uhr statt[45] (затем повтор 9 апреля в 23:20[46][47]).
3. Verschiedene Materialien aus dem Buch kamen außerdem in der Sendung »ТОП Міста — Каракіс« im Kanal ТРК МІС zur Verwendung[48].

## Kritiken
Das Buch erhielt vorwiegend positive Kritik. Kritiker betonen hauptsächlich die Unvoreingenommenheit des Autors, die gute Systematisierung, die große Anzahl von Informationsquellen und Fotos sowie neue Materialien. So wurden in der Monographie beispielsweise dem breiten Publikum wenig oder gar nicht bekannte Tatsachen und Dokumente veröffentlicht, die neue, recht interessante Aspekte wohlbekannter Bauwerke aufzeigen.

### Literaturwissenschaftliche Kritik

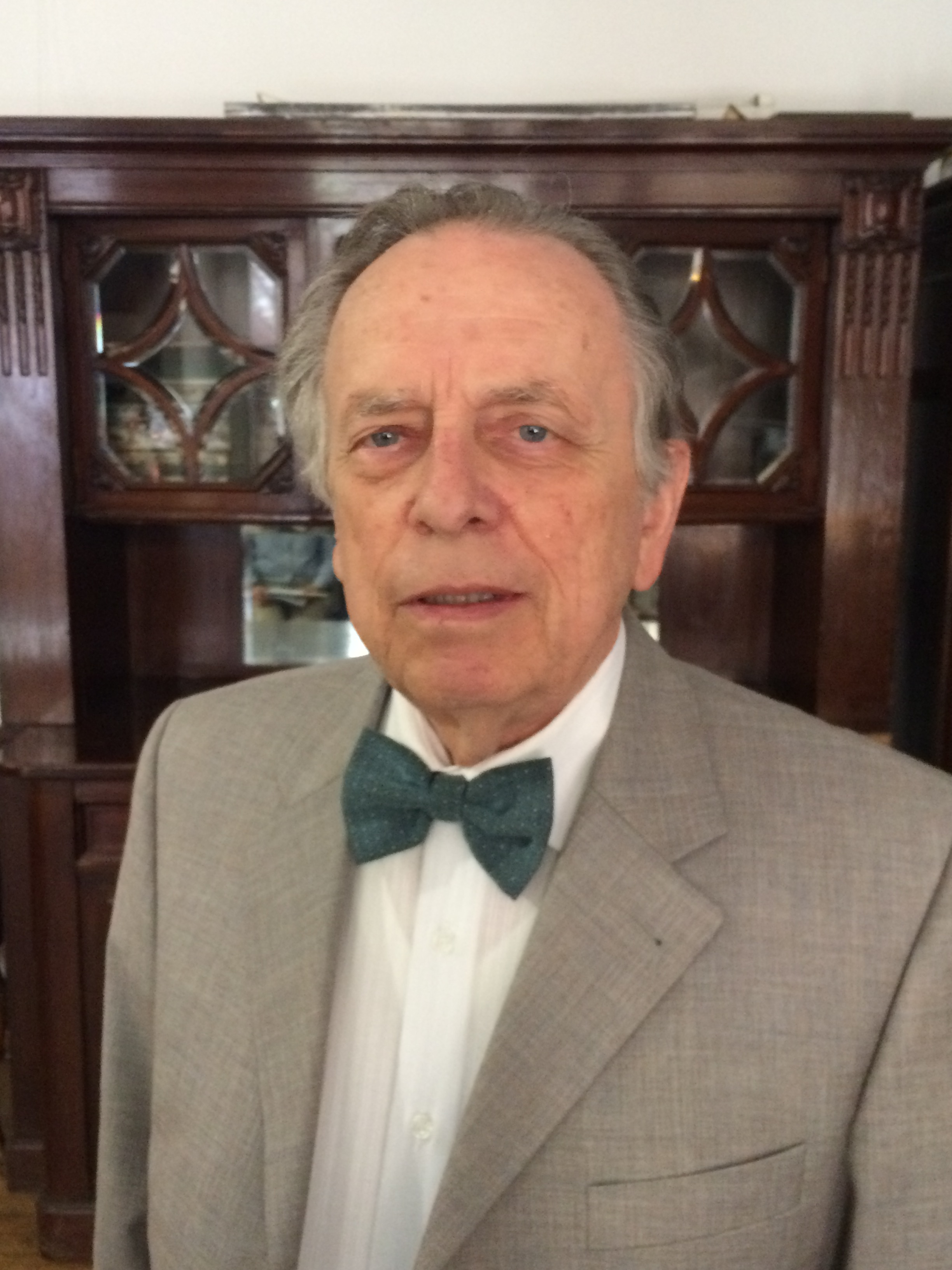
Anatolij Kontschakowskij

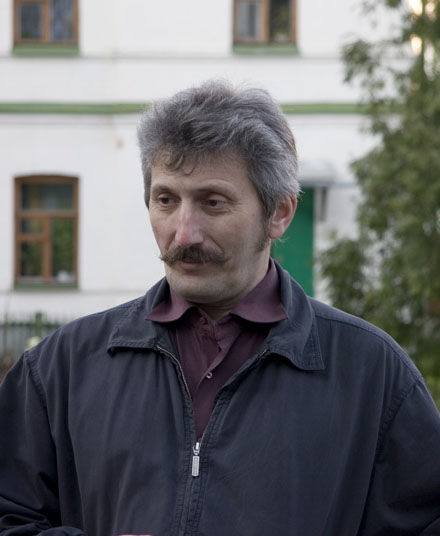
Michail Kalnizkij

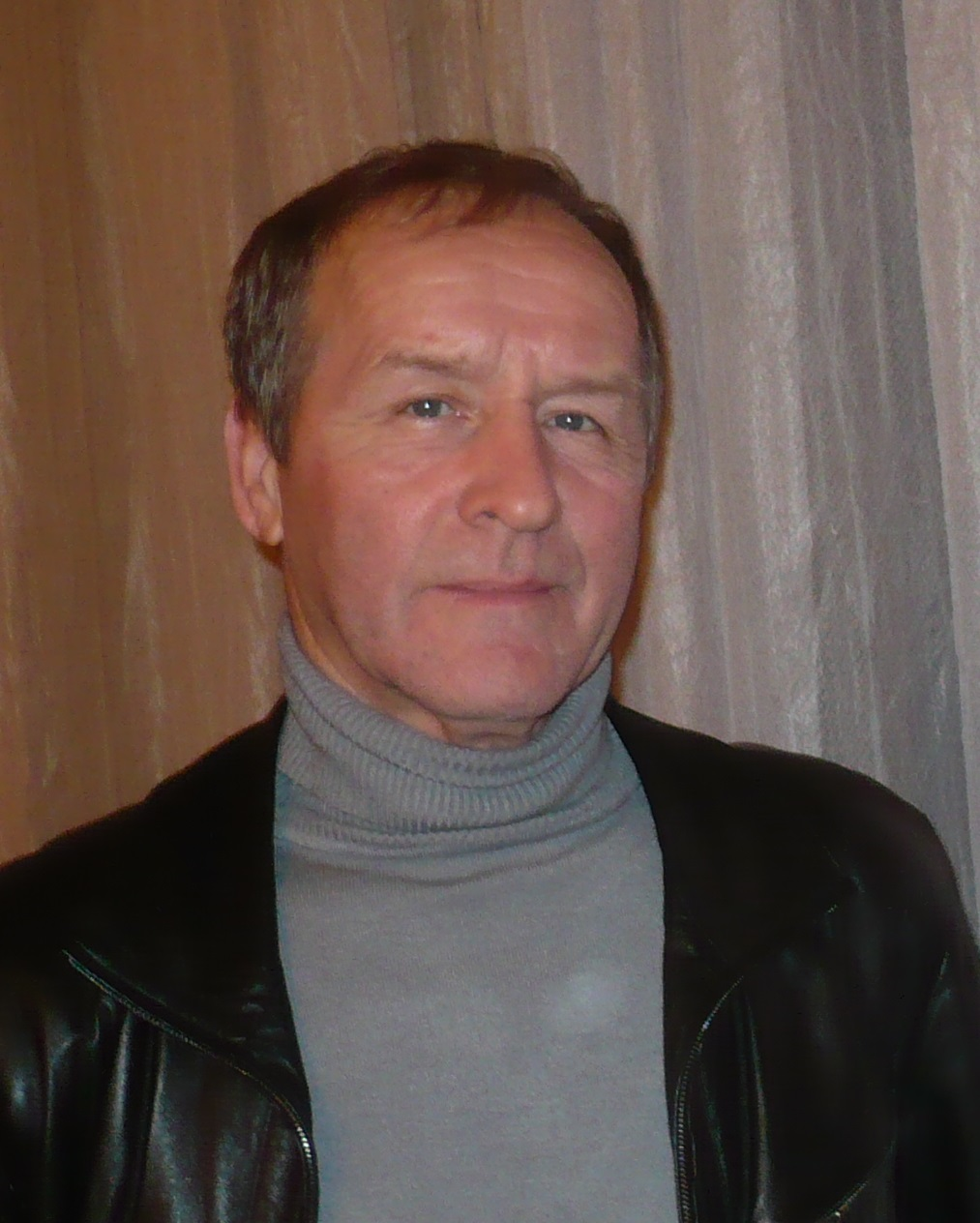
Sergej Karatopw

### Architekturwissenschaftliche Kritik

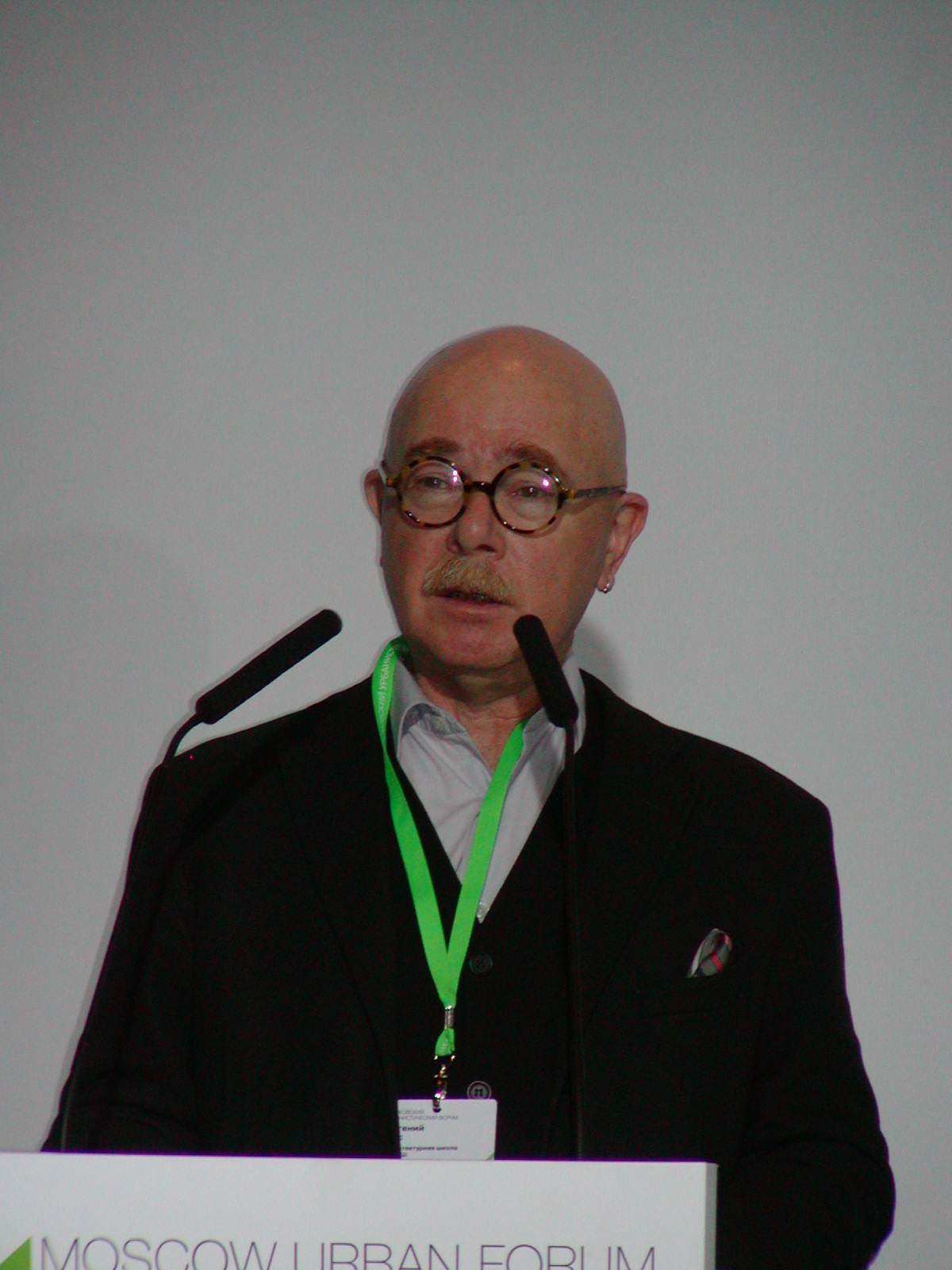
Professor der Architektur Jewgenij Ass

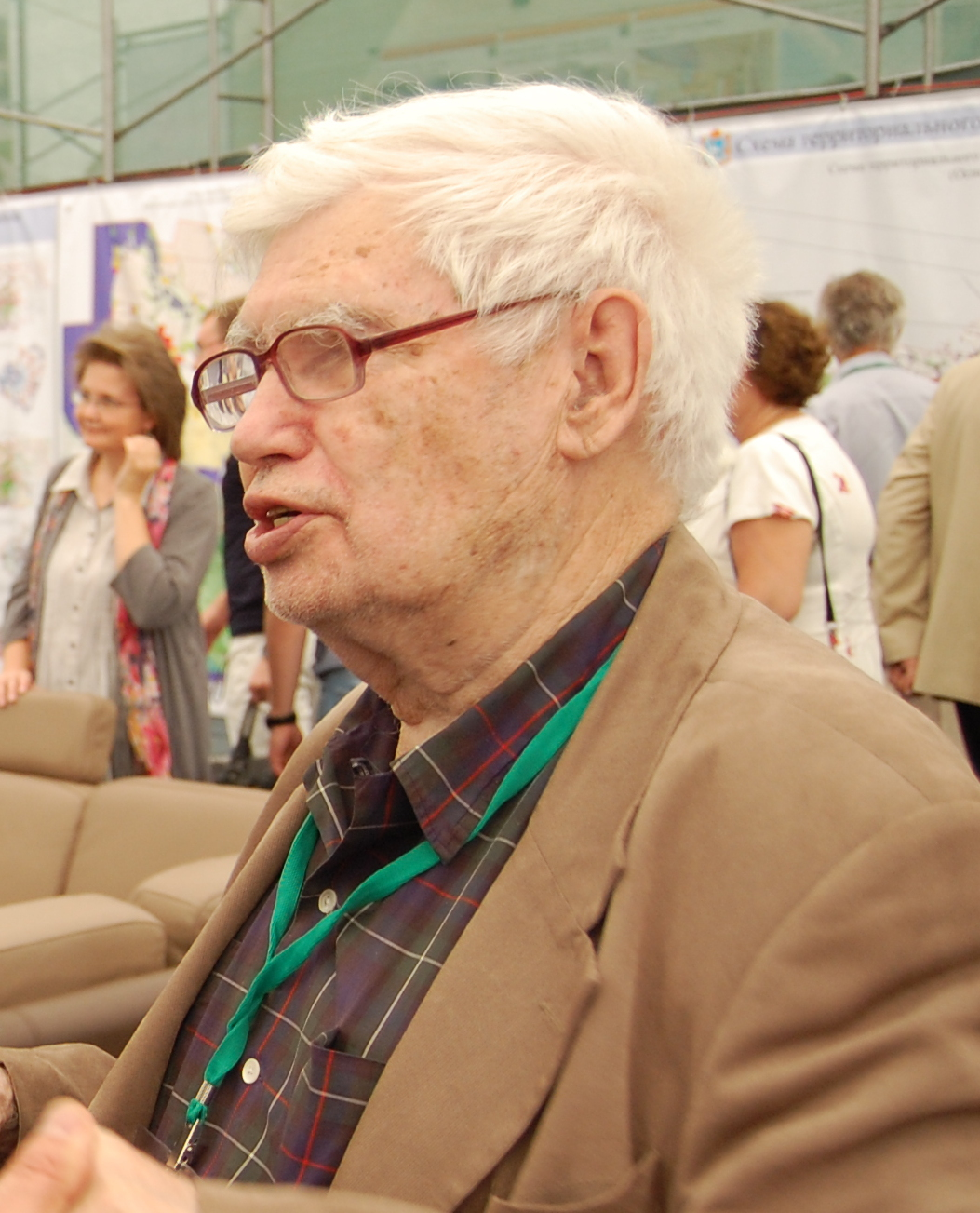
Professor der Architektur Jurij Botscharow